# Johannes Rommerskirchen
Johannes Rommerskirchen, OMI (* 5. Januar 1899 in Neuenhoven, Kreis Grevenbroich; † 24. Februar 1978 in Rom) war ein deutscher katholischer Theologe und Bibliothekar.

## Leben
Rommerskirchen kam 1934 als Dozent an das missionswissenschaftliche Institut der Päpstlichen Universität Urbaniana in Rom und wurde später daselbst zum Professor ernannt. Zugleich war er Direktor der Päpstlichen Missionsbibliothek des Päpstlichen Werkes der Glaubensverbreitung.
Er war Mitherausgeber der Bibliotheca Missionum und der Bibliografia Missionaria.

## Ehrungen
- 1968: Großes Verdienstkreuz der Bundesrepublik Deutschland